# Antický chrám
Antický chrám je označení pro stavbu určenou k náboženským účelům (chrám, svatyně, modlitebna), která byla vybudována v řecko-římské etapě starověku.

## Řecký chrám

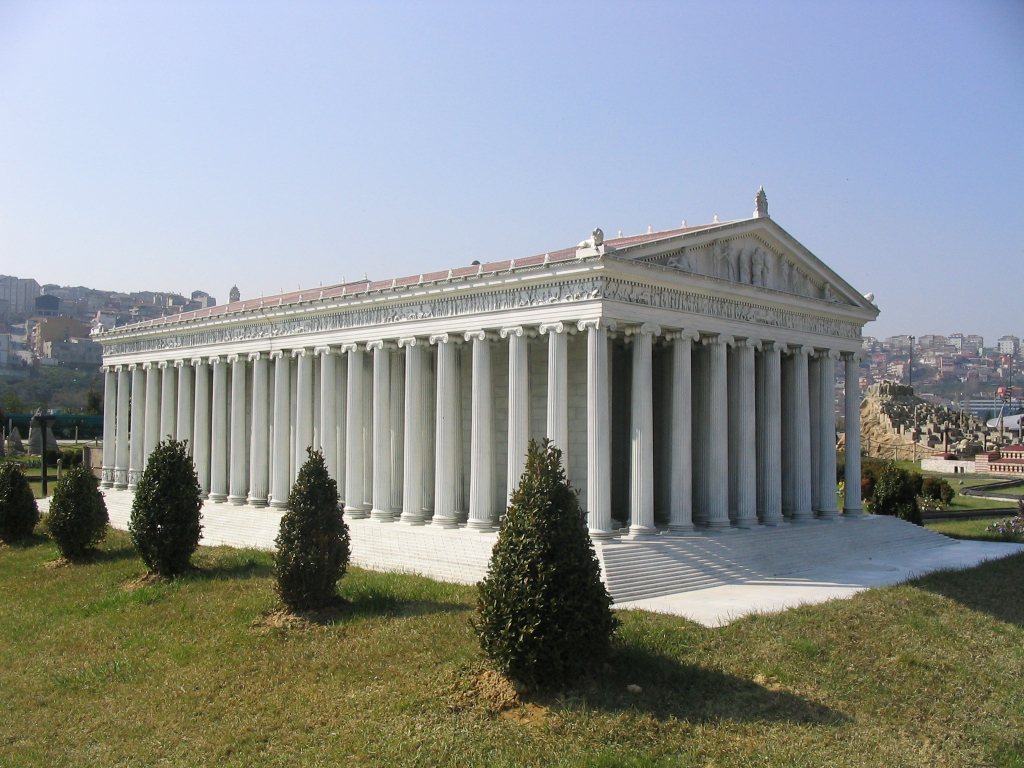
novodobá představa Artemidina chrámu v Efezu

Řecký chrám je obydlím boha, v celle chrámu. V mykénské době žádné chrámové stavby neexistovaly, první začaly vznikat až v 10. století př. n. l. První chrámy byly stavěny v jednodušší formě napodobující lidský příbytek, nicméně stavební vývoj se neustále zdokonaloval, až dospěl k monumentálním stavbám.

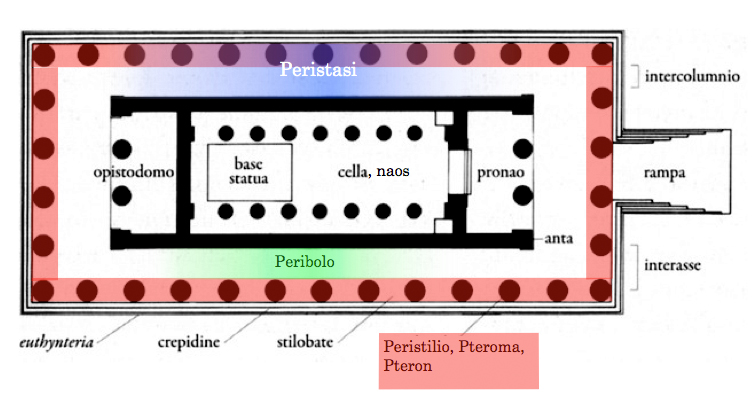
Souhrnné schema řeckého chrámu

Chrám byl obvykle umístěn v posvátném okrsku (temenos) a byl ohrazen zdí (peribolos). Podezdívka o několika stupních, na které chrám stál, se jmenovala krepidóma, a její horní stupeň stylobat. Uvnitř chrámu byly obvykle 3 místnosti: předsíň (pronaos), hlavní cella – obydlí boha a zadní předsíň, opisthodomos. Střecha chrámu bývala sedlová, vytvořená z mramorových desek nebo z prejzovitých tašek, a na okrajích zdobená antefixy. Nad vodorovnou římsou kratších stran chrámu byl trojúhelníkový štít se sochařsky zdobenou plochou-tympanonem a na krajích a ve středu vrcholící akrotérii. Pod ním byl vlys s triglify střídající se s metopami.
Velikost chrámů se lišila, mezi ty největší patřily Artemidin chrám v Efesu (55×109 m) a Diův chrám v Akragantu (112×56 m) na Sicílii, kdežto slavný Parthenón v Athénách měří 31×69 m.

## Dělení

Typy podle umístění sloupů

Chrámy se dělí podle umístění sloupů:
- in antis – předsíň uzavřená na bocích zdmi, sloupy mezi nimi
- prostylos – sloupořadí uzavírá celou vstupní stranu chrámu
- amfiprostylos – sloupořadí uzavírá obě kratší strany chrámu
- astylos – bez sloupů mezi antami
- peripteros – sloupořadí obíhá kolem celého chrámu
- pseudoperipteros – obvod (peristasis) na bočních stranách a obvykle také na zadní straně vytvořen jako polosloupy
- dipteros – chrám obíhá dvojitá řada sloupů
- pseudodipteros – z venku vypadá jako dipteros, vnitřní sloupořadí je však vynecháno
- tripteros – chrám obíhá trojitá řada sloupů

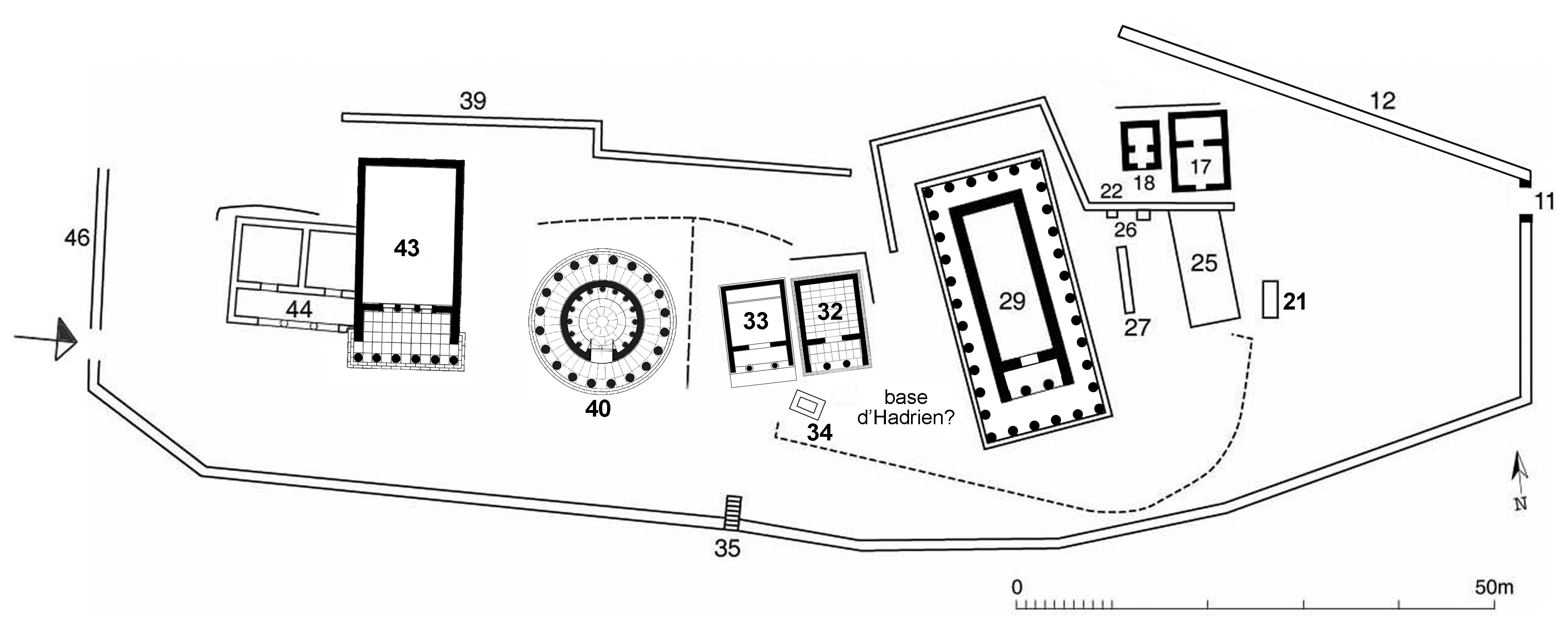
Plán chrámů v řeckých Delfách s různými typy chrámů

nebo podle počtu sloupů v průčelí:
- tetrastylos (4 sloupy)
- hexastylos (6 sloupů)
- oktastylos (8 sloupů)
- dekastylos (10 sloupů)
- dódekastylos (12 sloupů);

nebo podle půdorysu:
- hranatý
- kruhový

## Římský chrám
Římské chrámy byly těm řeckým velmi podobné, hlavní rozdíl byl v tom, že stály na vysokém podstavci (podium) a že schodiště vedlo pouze k jeho průčelní straně. U Římanů oproti Řekům byl mnohem více v oblibě kruhový půdorys chrámů (Vestin chrám). Chrámy s čtvercovým půdorysem vznikaly především pod vlivem Etrusků (Iovův chrám na Kapitolu v Římě). Dalším rozdílem byla fasáda s mnohem hlubší sloupovou předsíní. Byl tedy záměrně navržen tak, aby ovládl dav lidí stojících pod ním při náboženských obřadech i při veřejných proslovech z pódia.